# Concepció Badia i Millàs
Concepció Badia i Millàs, també anomenada amb el nom de Conxita Badia (Barcelona, 14 de novembre de 1897 - 2 de maig de 1975) o Conchita Badía per al públic espanyol i sud-americà, fou una de les sopranos més destacades del segle xx, en el camp de la cançó culta i popular. Al llarg de la seva vida artística, els seus tres grans mestres foren Enric Granados, Pau Casals i Manuel de Falla.
La seva carrera internacional la portà als principals escenaris del món i li valgué la devoció dels principals compositors i músics contemporanis que conegué dins i fora de Catalunya. A més de cantar en els més variats gèneres—música de cambra, lieder, grans oratoris, cançó popular, etc.—, va ser una excel·lent pianista i va desenvolupar una important carrera com a professora de cant, amb deixebles tan destacades com Montserrat Caballé. Fidel als seus mestres, va saber comunicar als seus alumnes una musicalitat excepcional i una dicció perfecta i va gravar diversos discs.
La seva especial dedicació al món del lied i els grans oratoris no ha donat a la seva figura l'aurèola de les grans dives de l'òpera. Se l'ha recordada, sobretot, per les interpretacions de la cançó catalana, espanyola i llatinoamericana, sempre estrenant l'obra de compositors contemporanis. Entre els compositors catalans, estrenà melodies d'Enric Granados, Francesc Alió, Felip Pedrell, Pau Casals, Amadeu Vives, Enric Morera, Jaume Pahissa, Joaquim Nin, Lluís Millet, Lamote de Grignon, Frederic Mompou, Manuel Blancafort, Joaquim Homs, Xavier Montsalvatge, Joaquim Nin-Culmell, Òscar Esplà, Narcís Bonet o Joaquín Rodrigo. Entre els músics espanyols destaca Manuel de Falla i, entre els compositors que coneix durant l'exili sud-americà, Juan José Castro, Alberto Ginastera, Heitor Villa-Lobos, Carlos Guastavino o Jayme Ovalle, molts dels quals li dedicaran les seves partitures. Oberta als nous corrents més avantguardistes de la música del seu temps, li dediquen obres destacats compositors i poetes, amb elogis dels músics més prestigiosos, des d'Arnold Schönberg fins a Robert Gerhard.
Joan Alavedra, en la biografia que dedica a Conxita Badia, escriu: «tots els que hem viscut amb més o menys intensitat la vida musical catalana des del començ d'aquest segle, sabem què hi representa l'actuació de la cantatriu Conxita Badia. Al meu entendre, ella ha estat, en el seu gènere, una personalitat essencial […] Primeríssima liederista en els nostres concerts, ha donat a conèixer les millors cançons dels compositors que ja eren formats quan ella va aparèixer i […] les dels joves que han anat sortint en la composició de la cançó catalana. A més, s'ha revelat com la més exímia intèrpret dels clàssics italians, dels romàntics alemanys, dels antics compositors francesos i espanyols, i ha estat insubstituïble en l'execució dels grans Oratoris i de les obres de Händel, Mozart, Haydn, Beethoven, Bach, Schubert, Schumann, etc.»
Casada amb Ricard Agustí Monstech (1919), va tenir tres filles: Conxita (que morí el 5 de juliol de 2012), Mariona (casada amb en Jordi Bonet i Armengol) i Carmen (casada amb en Josep Maria Ainaud de Lasarte, morí el 8 de març de 2014).
El 2012 s'estrena el documental Conxita Badia no existeix de Eulàlia Domènech, que recupera la seva figura tot rememorant part de la seva vida. La Generalitat de Catalunya acorda celebrar l'Any Conxita Badia el 2025.
La seva col·lecció d'enregistraments sonors i partitures es conserva a la Biblioteca de Catalunya.

## Els primers anys i l'esclat artístic
Conxita Agustina Manuela Badia i Millàs neix al carrer Bruc de Barcelona el 14 de novembre de 1897, filla d'una llevadora, Concepció Millàs i Ballescá, i d'un imatger religiós, Jaume Badia i Bertrán, ambdós de Barcelona. Va començar a estudiar de ben petita amb un professor del barri, que l'any 1905 recomana a la família que la porti a l'Acadèmia Granados, on coneixerà el seu primer mestre, Enric Granados. Ell s'adona ràpidament del seu do per la música, i a banda de les classes de piano amb Frank Marshall, la indueix a estudiar cant amb la soprano Rosa Culmell (esposa del compositor Joaquim Nin).
El 1908, coincidint amb l'any de la inauguració del Palau de la Música Catalana, amb només onze anys, fa els seus primers concerts per sales de la ciutat on ja es mostra com una gran liederista. A desgrat del seu extraordinari do pel piano, Enric Granados la fa decantar pel cant. Als quinze anys, encisats per la seva interpretació de l'aclamada Cançó de la Solveig, d'Edvard Grieg, l'Associació Wagneriana li proposa el paper de Noia Flor a l'estrena al Palau de la Música de la versió de concert del Parsifal de Richard Wagner que protagonitza el tenor Francesc Viñas amb motiu del centenari del naixement del compositor. Joaquim Pena, un dels fundadors i líder de l'associació, convenç el seu pare, que la troba massa jove: «És una artista. I li proposo cantar un paper de Noia-flor. No és exactament el que és ella, una noia i una flor?» L'estrena té lloc el 1913 i es converteix en el seu debut professional. Durant els anys següents, el mateix Granados, que pràcticament l'ha adoptada com una filla més, l'acompanya al piano en molts concerts arreu del país. Li fa estrenar les seves Canciones Amatorias (a la Sala Granados de l'avinguda del Tibidabo 18 de Barcelona, el 1913), dues de les quals li dedica directament. «Vine tu i les cançons», li escriu per missatger cada vegada que vol fer cantar les seves cançons o que les sentin amics seus, com Pau Casals, convertint-la en el seu «instrument vocal». Anys després, el mateix Casals, que ha sentit els millors cantants del món, revelaria a Joan Alavedra: «Quan componc per a veu femenina, sempre penso en la veu de Conxita». No obstant això, el mateix Granados no tenia clar si s'havia de dedicar al cant o al piano, instrument en el qual fou igualment prodigiosa, tal com destacava sovint la mateixa Alícia de Larrocha. De fet, Conxita Badia obtingué el títol de professora de piano amb només disset anys.
Entre altres actuacions, destaquen les seves interpretacions de les obres de Granados Tonadillas, al Palau de la Música Catalana, en el marc de la temporada de l'Associació de Música da Camera dirigida per Manel Clausells, i l'Elegía eterna, orquestrada i dirigida per Joan Lamote de Grignon. També canta per a la institució La Dona Que Treballa, a petició de Narcisa Freixas, que li dedica les següents paraules: «A Conxita Badia, que dintre els seus setze anys ha condensat tot l'art musical que s'ha fet des que el món és món […] Per ta veu dolça, per la teva inspiració i per la teva manera de dir... Que Déu et beneeixi!»
Durant aquells anys s'intensifiquen les col·laboracions i l'amistat amb els artistes contemporanis més importants del seu moment, molts dels quals van elogiar la seva veu i persona: Enric Morera, Jaume Pahissa, Ventura Gassol, Amadeu Vives, Frank Marshall, Robert Gerhard, Felip Pedrell, Apel·les Mestres, etc. Joan Lamote de Grignon li escriuria: «Si mai Jesús us hagués sentit cantar la Cançó de Maria, voldria tornar a ser infant i tornar a passar el calvari per tal de sentir-se bressat al so inefable de la vostra veu» Amadeu Vives: «De veu fresca i càlida, d'expressió vehement, de dicció graciosa i clara, en el seu art és d'una franquesa tota plena d'encís, d'aquell encís de les coses que assoleixen una mena de perfecció que es confon amb la naturalesa» Apel·les Mestres li regala l'englantina de plata i or que havia guanyat als Jocs Florals i el braçalet de noces que havia regalat a la seva difunta esposa i li escriu: «Cantades per tu, les meves cançons fins semblen boniques». Manuel de Falla, que la sent per primer cop a París, escriu: «Cuantos hemos tenido la fortuna de oirle interpretar sus propias obras guardaremos siempre el recuerdo de la fuerte impresión de arte que experimentamos». El tenor de renom internacional Francesc Viñas li dedica el seu Mètode de cant amb les paraules «A la més perfecta liederista que jo mai hagi sentit. Oint-la hom es pregunta: els àngels, cantarien amb tanta perfecció?»
El 24 de març de 1916, el vaixell que porta de nou cap a Barcelona Granados i la seva dona des de Nova York, on acaba d'estrenar les Goyescas a la Metropolitan Opera, és enfonsat pels alemanys. En la seva darrera carta des del vaixell, dirigida a Rosa Culmell, li agraeix la manera com ha preparat la seva jove deixebla. La mort sobtada del Mestre que venerava trasbalsa Conxita. Considerada pel món musical hereva de Granados (Alícia de Larrocha li escriu «A tu, que ets el més pròxim que ens queda del nostre Granados»), va cantar a tots els homenatges que se li van fer a Barcelona, Lió, Madrid, etc. Després de la mort de Granados, Conxita Badia segueix estudiant amb Vidal Nonell al Conservatori del Liceu i esdevé la gran liederista de l'esplendorosa vida musical que viuen Barcelona i Catalunya.
El 22 de gener de 1918, estrena al Palau de la Música L’infantament meravellós de Schaharazada, que el mateix compositor Robert Gerhard li ha dedicat. L'any següent es casa amb Ricard Agustí, amb Felip Pedrell com a padrí de noces, de qui, entre altres peces, estrena el 1921 La Celestina. Al llarg d'aquests anys, esdevé col·laboradora inseparable de Pau Casals, qui esdevé el seu segon gran Mestre. Amb ell i la seva Orquestra Pau Casals, la primera orquestra simfònica amb músics professionals que es funda a Barcelona, cantarà com a solista en més de trenta concerts.
A principis dels anys vint, estableix una estreta complicitat amb Manuel de Falla, a qui acull a Barcelona juntament amb altres figures destacades de la cultura catalana. Aquesta relació artística i personal, que esdevindrà especialment intensa, perdurarà fins al final dels dies del compositor a l'exili. En aquell mateix període, protagonitza diverses estrenes rellevants, com ara les Cançons epigramàtiques d’Amadeu Vives —una obra dedicada a ella mateixa—, amb el pianista Ricard Viñes al seu costat, i també interpreta els Nous madrigals i el recull Amoroses d’Apel·les Mestres.
Durant la dècada de 1930, s'intensifica la seva activitat concertística. El 1932 canta peces d'Arnold Schönberg en presència del mateix compositor, que en queda meravellat en el marc del Festival Schönberg al Palau de la Música. «I pensar que he hagut d'anar tan lluny per trobar algú que sabés cantar melodies!», li escriu a mà en una partitura. Posteriorment participa amb Robert Gerhard al Festival de Viena de la Societat Internacional per a la Música Contemporània, on canta les seves Sis cançons populars catalanes i coincideix amb els més destacats músics europeus de l'època (Arnold Schönberg, Krèneck, Webern, Berg, Werba, etc.). Entre altres destacats concerts, el 1934, per invitació del seu gran amic Ventura Gassol, Conseller de Cultura de la Generalitat de Catalunya, canta al Pati dels Tarongers del Palau de la Generalitat. El 1935, estrena les cançons originals de Pau Casals que ell mateix acompanya i Present de noces de Lamote de Grignon dirigida pel compositor, qui també la dirigirà al Gran Teatre del Liceu cantant l’òpera Maria del Carmen de Granados.
El 1936, la fervorosa activitat musical de Barcelona la converteix en la seu del prestigiós XIV Festival de la Societat Internacional de Música Contemporània, que reuneix músics com Béla Bartók, Benjamin Britten i Albert Roussel, amb els catalans Casals, Lamote de Grignon i Gerhard, entre d'altres. El mateix any, Eduard Toldrà li dedica La rosa als llavis, sobre text de Joan Salvat-Papasseit, obra guanyadora del Premi Albéniz de Música, màxima distinció musical de la Generalitat de Catalunya. Ella mateixa i un grup de músics avancen a Toldrà que ha guanyat el Premi, apareixent a casa seva el vespre de l'anunci, desfilant fins al menjador, muts, amb una rosa als llavis. Amb l'esclat de la Guerra Civil, Toldrà guardarà aquesta obra en un calaix fins que Conxita torni de l'exili i la pugui estrenar onze anys més tard.
El vespre del 18 de juliol de 1936, durant l'assaig general amb l'Orquestra Pau Casals i l'Orfeó Gracienc del concert inaugural de l'Olimpíada Popular, arriba la notícia de la revolta militar. Pau Casals els exhorta: «Amics, cantem aquesta nit l'himne de l'alegria, perquè potser és el darrer cop que ho fem junts!» I així l'interpreten, emocionats, sense públic, com un cant a la pau.
Aquella nit, esclata la Guerra Civil. Conxita Badia, una dona que en aquells temps inestables viu sola amb les seves tres filles, ja que el seu marit havia hagut de marxar a Amèrica, es trasllada a viure a la casa de la família de l'amic Manel Clausells, reconegut promotor cultural, secretari de l'Associació de Música da Camera. El primer matí d'octubre, però, Clausells no arriba al seu despatx, i ella surt a cercar-lo per tots els hospitals de Barcelona, fins que el troba mort: l'havien assassinat. Davant d'aquest cop tan dur, Conxita Badia decideix emprendre el camí de l'exili, com ho fan altres personalitats del país, la vida de les quals està en perill. Ventura Gassol i Pau Casals aconsegueixen que marxi cap a França amb les seves filles i el pianista Alexandre Vilalta. L'acompanya personalment el comissari de Propaganda del Govern de la Generalitat Jaume Miravitlles. Així, el febrer de 1937, Conxita Badia emprèn el camí de l'exili com a ambaixadora cultural catalana fent uns concerts que la Generalitat de Catalunya organitza a França amb motiu de l'exposició sobre l'Art Romànic Català.

## L'exili

### Exili a Europa
Durant l'etapa en què resideix a París, Conxita Badia de seguida canta, entre altres auditoris, a les concorregudes sales Pleyel i Gaveau acompanyada pel músic Alfred Cortot i al Théâtre des Champs-Elysées. També fa diverses gires per diferents ciutats europees i grava concerts i programes a la BBC londinenca i altres ràdios i televisions europees. Actua a Cambridge i Londres amb Robert Gerhard, a Holanda amb Òscar Esplà, a Suïssa, Brussel·les, Salzburg, etc. La crítica es desfà en elogis arreu d'Europa: Le Figaro, L'Echo de Paris, el Daily Mail, The Times, L'Art Musical, Excelsior, Handelsblad, La Libre Belgique, Le Peuple, el Tribune de Genève, etc. El director i crític musical André Mangeot escriu a la prestigiosa revista Le Monde Musical: «Mme Conxita Badia s'ha revelat com una de les primeres cantatrius de l'època. No es pot tenir una veu més bonica, una tècnica més perfecta ni una musicalitat més exquisida[…]. Que no tardi a conquerir, a tot el món, el primer lloc que es mereix i que l'espera!» El diari De Tijd publica: «Fou com un somni. Una veu que és feta de dolçor i de bondat, que us toca el fons de l'ànima. Quina noble interpretació, quina vida interior, i, amb tot això, quin ritme increïble, que no omet cap nota!». Però a les portes d'una nova Guerra Mundial, arriben a Europa alguns mànagers americans per contractar artistes, i Conxita Badia decideix acceptar una de les propostes per exiliar-se a Amèrica del Sud, veient així la possibilitat de reunir-se de nou amb el seu marit Ricard. A finals de maig del 1938, l’acomiaden a l'estació de París els seus grans amics Ventura Gassol, que li dedica la poesia Cançó de la Nova Solveig, que tantes vegades ha cantat harmonitzada per Pau Casals, i Frederic Mompou, que li regala la partitura d’El testament d’Amèlia que ell mateix ha harmonitzat.

### Exili a Amèrica
Després de més de quatre anys de separació, Conxita Badia es retroba finalment amb el seu marit al Brasil, on fixen la seva residència en un primer moment. El mateix juny de 1938, debuta als principals teatres del país (Sâo Paulo, Rio de Janeiro, etc.) cantant, tal com havia fet arreu d'Europa, no només els clàssics italians i alemanys, sinó també els seus contemporanis espanyols i catalans: Nin, Vives, Pedrell, Granados, Falla, Gerhard, Mompou, Alió, Pahissa, etc. Allà treballa entre altres compositors amb Heitor Villa-Lobos, que li dedica la cançó Dinga-Donga. Pocs mesos després debuta a l'Uruguai. El 14 de novembre de 1938, s'estrena al prestigiós Teatro Cervantes de Buenos Aires. S'acaba instal·lant en aquesta ciutat de l'Argentina, on retroba el també exiliat Manuel de Falla, de qui interpreta tot el repertori. Entre altres personalitats catalanes que l'admiren i l'acullen al país, hi ha Francesc Cambó, que contracta el seu marit Ricard i aconsegueix així reunir de nou tota la família, que s'havia quedat al Brasil. Cambó ensenya poesia i a ballar sardanes a les filles de Conxita Badia, que són d'una edat similar a la de la seva filla Helena, i organitza concerts a casa seva per a la més alta societat argentina. A banda de retrobar-se amb tota la colònia catalana, que es reuneix cada any per celebrar la Mare de Déu de Montserrat, a l'Argentina Conxita també coneix i fa amistat amb molts exiliats que arriben al país a causa de la Guerra Civil, com ara l'editor López-Llausàs, el dramaturg Martínez-Sierra, l’actriu Catalina Bárcena, el filòsof Ortega y Gasset, el poeta Rafael Alberti, els escriptors Salvador de Madariaga i Paco Aguilar, l'actriu Margarida Xirgu, els ballarins Zackarov que actuaran amb ella, o l'expresident de la República espanyola Niceto Alcalá-Zamora. D'aquest darrer, Conxita en destacarà sempre la senzillesa i la cultura, i esdevingué el primer que sempre més la felicità per telèfon el dia del seu Sant. La casa de Conxita sempre és oberta per als refugiats, els alumnes, els amics i coneguts, a qui sempre ajuda amb tot el que pot i acollint-los sota el seu sostre, com ara a la família de Francis Closas.
Entre altres actuacions destacades, el 18 d'octubre de 1939, en el marc del XXV aniversari de la Institución Cultural Española, interpreta Psyché (que ja havia estrenat a Barcelona el 1924) i altres cançons de Falla en presència d'ell mateix i sota la batuta d'un dels principals directors i músics del país, Juan José Castro. El compositor català també exiliat Jaume Pahissa assisteix al concert, i anys més tard encara el recorda i n'escriu, parlant de Conxita: «Ningú dels que l'hagin sentida no oblidarà aquell encís. Dicció emotiva com el batec d'un cor: veu musical i clara com un matí: cant afinadíssim i expressiu com somiat per un músic.» Durant aquest període, coneix els principals compositors argentins del moment com el mateix Castro, Gilardi, Alberto Ginastera (que deia que Conxita Badía era a l'Argentina «una llegenda» i a qui dedicà Las horas de una estancia), Carlos Guastavino (que escriu al final de la partitura d'una de les seves obres més aclamades, La rosa y el sauce, «Vocalización en forma de lamento, por sugerencia de Conchita Badia»), Carlos López Buchardo, Julián Bautista, o Suffren, i en difon les obres. A banda de les seves freqüents i exitoses actuacions als principals auditoris brasilers, argentins i uruguaians, actua també per a diferents cadenes de ràdio, entre elles Radio El Mundo, a través de les quals donà a conèixer la música catalana a Amèrica, i actua sovint acompanyada, entre d'altres, pels seus condeixebles de Granados Frederic Longàs i Paquita Madriguera (casada amb el mundialment conegut guitarrista Andrés Segovia), que el 1944 li dedicà la cançó Romancillo, amb música i lletra seves. El músic Juan José Castro li dedica, entre d'altres, les seves cançons Romance de la luna, luna i La casada infiel sobre poesies de Federico García Lorca i li dedica les paraules «Para Conchita, que adivina lo que el músico ha pensado, y hasta lo que no ha pensado». A vegades, durant les seves nombroses gires arreu del continent sud-americà, Conxita s'asseu al piano per interpretar i cantar melodies improvisades que causen la sorpresa i l'ovació dels principals auditoris. A banda de seguir essencialment activa com a concertista, intensifica la seva faceta de mestra de cantants europeus i sud-americans.
Durant aquests anys d'intensa relació amb el Mestre Falla, Conxita Badia esdevé la seva artista predilecta i és de les poques persones a qui ell vol rebre a casa. Sempre que es troben, es posa al piano per acompanyar-la mentre ella canta, però sovint també li demana que sigui ella qui es posi al piano: «Toca el piano, Conchita! Me recuerdas tanto a Enrique (Granados)…!» Han passat nou anys des que va marxar de Catalunya. I malgrat tots els èxits i una interessant proposta per fer una gira als Estats Units, on probablement s'hauria acabat quedant, Conxita decideix que és el moment de tornar a Barcelona, sobretot perquè les seves filles no perdin les arrels. El 14 de novembre de 1946, mor el seu Mestre Manuel de Falla, al llit, només dos dies després que Conxita Badia se n'acomiadés abans de tornar a Catalunya. «Debe de ser el destino», li diu ella abans de marxar. «Al destino no hay que provocarlo —replica Falla— Yo seguiré viviendo aquí o en cualquier parte de América […]. Adiós, Conchita. Hasta que volvamos a vernos. Y si no, en lo eterno».
Amb la marxa de Conxita d'Amèrica, no només l'enyoraran els públics i la crítica que tant l'havien elogiat i admirat, sinó també els compositors, alguns dels quals, com Juan José Castro, ordenen que durant un temps es deixin de cantar les cançons que li havien dedicat com a homenatge a la seva pèrdua. «Hi havia arribat com una fugitiva, i se'n tornava com una reina», escriu Joan Alavedra a la seva biografia. El dia que marxa en vaixell, són desenes les persones que l'acomiaden al moll, molts d'ells plorant, i mentre s'allunya el vaixell agiten en silenci els mocadors blancs, com si es tractés d'un funeral.

## De nou a Catalunya
El 8 de desembre de 1946 arriba a Barcelona, una ciutat que malgrat els anys no l'ha oblidat. Tot i això, ella s'adona que ha tornat a una Barcelona molt diferent i troba a faltar-hi tants artistes i amics que ja no hi són ni tornaran mai (Casals és a Prada, Gerhard a Anglaterra, Gassol a França, Lamote de Grignon a València, i tampoc hi són els desapareguts Clausells, Llobet, Millet, Bertrand i Serra, etc.). La nostàlgia inicial del que es trobà i del que havia deixat a Amèrica li impediren acceptar alguns primers contractes, fins que finalment un nucli d'amics i d'amants de la música la convencen. Finalment, després d'onze anys, el 14 de novembre, el de 1947, estrena La rosa als llavis d'Eduard Toldrà i Joan Salvat-Papasseit al Palau de la Música; l'obra guanyadora del darrer Premi Albéniz de la Generalitat, que Toldrà no havia volgut estrenar sense ella. El públic la rep dempeus i l'aplaudeix llargament; el seu públic no l'ha oblidat. Destaca el mateix any el concert-homenatge a la poesia de Garcés musicada per diferents compositors on Conxita Badia interpreta cançons acompanyades per ells mateixos: Toldrà, Serra, Llongueres, Pujol, Blancafort, Bonet, Mompou, Manén, Montsalvatge, Valls, Zamacois, Llates, etc. Aquell any aconsegueix un passi de dia de frontera per viatjar a Prada de Conflent, on es produeix un emotiu retrobament amb el seu gran amic i mestre Pau Casals, amb qui s'ha estat escrivint assíduament durant tots aquests anys. Quan hi arriba, la majordoma la rep dient-li que, malauradament, està descansant i no la pot rebre. Ella entona El Cant dels Ocells des del portal de l'entrada i de sobte ell surt d'una revolada de la seva cambra del primer pis cridant el seu nom «Conxita! Conxita!» Més endavant es retrobaran en algunes altres ocasions a la mateixa Prada.
Durant els deu anys següents, canta, entre d'altres, als selectes concerts del Jardí dels Tarongers de Pedralbes, casa de l'enginyer amant de la música i mecenes Josep Bartomeu, que acull els esdeveniments culturals més importants de Barcelona durant aquest període. Destaca el 1956 la memorable estrena de les Doce canciones españolas de Joaquín Rodrigo acompanyada per ell mateix, així com el destacat homenatge al compositor Joaquim Nin acompanyada pel fill de Nin i de Rosa Culmell, el també compositor Joaquim Nin-Culmell, de qui Joan Alavedra destaca les paraules «Més que la perfecció i més que la veritat, ets la música mateix. I cada vegada que cantes els Villancicos del meu pare, em sembla que dels elogis del nen Jesús en fas una nova esperança de la salvació de la seva ànima.»
Al llarg dels anys següents, torna a fer concerts arreu, sovint acompanyada per pianistes com Maria Teresa Balcells, Maria Canela, Pere Vallribera o la seva gran amiga Alícia de Larrocha, que més endavant escriurà sobre ella: «Els seus valors humans es reflecteixen en la seva interpretació de la música: honestedat, espontaneïtat i veritat, les qualitats que només es troben en els grans músics de la història». És convidada a actuar als principals auditoris de Madrid en diverses ocasions, sobretot acompanyada per Alícia de Larrocha, i les dues artistes delecten el públic més exigent i la crítica les aplaudeix amb entusiasme. El gran crític musical de l'època Fernández-Cid escriu: «Tothom tenia la impressió que assistia a la mostra més veritable, més autèntica, d'allò que es pot obtenir amb l'obra d'un músic. Semblava que ens parlés el mateix Granados. […] Conxita Badia sap fondre l'ordre, que és sinònim de mestratge, amb el vol, que ho és de temperament. Crec que per a ella hauria d'encunyar-se, amb puresa i brillantor renovades, la qualificació, tantes vegades prodigada amb culpable liberalitat, d'artista. Conxita Badia posa l'ànima quan canta. La seva formació hi posa l'estil. El seu domini, la claredat. En les seves llavors no es perd ni un matís ni s'apaga una frase. Els seus recitals constitueixen una lliçó exemplar.» Antonio de las Heras: «Conxita Badia és més i millor que la perfecció: és la veritat. I Enrique Franco: «Senyor, Senyor, i quina benedicció escoltar Conxita Badia! No m'estranya que gairebé tots els cantants de Madrid hagin assistit a les seves actuacions i l'hagin aplaudit, incansables. He vist plorar Carmen Pérez Durias després de la primera intervenció de la Badia en el cicle Granados. Així, plorar!»
Durant aquesta etapa, Conxita segueix combinant la seva faceta d'intèrpret amb la de mestra, com a catedràtica de cant al Conservatori Municipal de Barcelona i al seu propi domicili, on rep alumnes d'arreu del món, des d'Amèrica fins a l'Àsia: Francesca Callao, l'argentí Carlos Manso, l'andalusa Isabel Aragón, la mexicana Lupita Campos, la sueca Sònia Stehenmar, la japonesa Akemi Karachi, o Heleni Barjau (també conegut com a Carlo del Monte, tenor amb qui grava al piano les Disset cançons catalanes dels més importants compositors catalans, entre altres Frederic Mompou, Jaume Pahissa, Enric Morera, Eduard Toldrà, etc.). D'entre tot ells, destaca la catalana internacionalment reconeguda Montserrat Caballé, que ha conegut a través de la família Bertrand, i a qui considera «la meva deixeble extraordinària, que a la vegada esdevingué per a mi com una filla».
Del 1958 al 1974, Badia viatja sovint a Amèrica i arreu d'Europa per impartir cursos de cant, entre d'altres, als cursos d'estiu Mozarteum de Salzburg. Esdevé també professora i ànima durant vint anys als prestigiosos cursos internacionals de música espanyola «Música en Compostela» a Santiago de Compostela juntament amb Andrés Segovia, Alícia de Larrocha, Frederic Mompou, Antonio Iglésias, Rosa Sabater, Gaspar Cassadó, Enric Ribó, etc. També esdevé membre de jurats de reconeguts certàmens com el Concurs internacional de cant de Rio de Janeiro i el Concurs internacional de cant Francesc Viñas. El 1966, protagonitza un sentit Homenatge a Enric Granados, amb motiu del 50è aniversari de la seva mort;  s'inaugura el Camarot Granados, del qual esdevé l'ànima, impulsat per l'associació «Amics de Granados» que promou Luís María de Zunzunegui, a l'Hotel Manila de Barcelona. Entre altres artistes, hi participa el gran director i violinista Yehudi Menuhin, que queda captivat per l'art de Conxita i li diu: «Vostè és tan bona pianista com cantant». Des d'aquell moment l'indret esdevindrà un referent cultural de la ciutat, on se celebraran concerts, conferències, etc.
Amb més de setanta 70 anys, envoltada de músics, alumnes, intel·lectuals i promotors culturals (com Oriol Martorell o Joan Alavedra), el seu cant segueix embadalint. Segons Alavedra, el crític Lluís Santamaria escriu en aquella època: «La frescura galana de la voz de Conxita Badia excede al comentario, a la crítica, i al mismo asombro. No hablo ya de su escelsa calidad interpretativa, como tal vez no haya existido nunca en una cantante, sinó de su voz, que parece una voz de treinta años, limpia, de color igual y uniforme en el agudo, en la voz media y en el grave.» Entre altres distincions, va obtenir la Medalla d'Or de la Ciutat, de l'Ajuntament de Barcelona, el 26 de novembre del 1969, la Medalla de Plata de la Diputació de Barcelona, la Gran Cruz de Isabel La Católica, la Encomienda de Alfonso X El Sabio, el 17 d'abril de 1975, i el Lazo de Damas al Mérito Civil del Gobierno de España.
Conxita Badia va morir el 2 de maig de 1975 a Barcelona. En memòria seva, s'ha creat la càtedra Conxita Badia a la Universidad Nacional Autónoma de México, i se li han dedicat una plaça a Barcelona (Sant Martí) i dos carrers, a Sant Pol de Mar i Castellbisbal, així com una sala de recepció al Conservatori de Barcelona i una sala al Centre Cívic Casal de Sarrià (Barcelona).

## Recuperació de la figura: el documentalConxita Badia no existeix
L'any 2012 es promou la recuperació de la seva figura amb el documental Conxita Badia no existeix. És l’òpera prima de la besneta de la soprano, Eulàlia Domènech i Bonet, produïda per ZEBA Produccions i BataBat, en coproducció amb Televisió de Catalunya i amb el suport de l’Institut Català de les Empreses Culturals (ICEC) del Departament de Cultura. Va ser seleccionat al X Festival Internacional In-Edit de Cinema Documental Musical de Barcelona i estrenat al Palau de la Música Catalana en el marc dels 115 anys del naixement de la cantant i dels 65 anys del seu primer concert oficial al Palau de la Música Catalana, després de 10 anys d’exili. Posteriorment ha estat emès en diverses ocasions per TV3 i el Canal 33 i projectat en una vintena d’espais i esdeventiments d’arreu de Catalunya al llarg dels darrers anys.
Des dels ulls d’una besneta que no la va arribar a conèixer, al documental s'inicia una recerca per entendre la seva màgia i redescobrir el seu art. La directora, Eulàlia Domènech, retrata no només les facetes humana i artística de Badia, sinó també la vida cultural catalana d’abans de la Guerra Civil, l'estroncament d’aquest període daurat de la cultura catalana, i el posterior exili cultural. Entre els personatges entrevistats per fer reviure la màgia que desprenia la protagonista, destaquen una de les seves deixebles predilectes, Montserrat Caballé, l’intel·lectual i historiador desaparegut, Josep Maria Ainaud de Lasarte, la filla del compositor Eduard Toldrà, Narcisa Toldrà, i una de les filles de la pròpia Conxita, Mariona Agustí. A través de les vivències i records dels personatges que apareixen al documental, com la seva deixeble, s'entrellacen en una narració emotiva que recupera algunes de les poquíssimes gravacions que es conserven de l’artista al llarg de l'exhaustiva recerca de filmacions d’Eulàlia Domènech per arxius d’arreu del món.

## Composicions musicals
- La flor sola, cançó per a cant i piano (1916)
- Petit Noël, para piano (ed. Buenos Aires: Ricordi Americana, 1946)
- T’estimo tant... (1966). Dedicada a Montserrat Caballé (ed. 1981)